# 河西健吾
河西 健吾（かわにし けんご、1985年2月18日 - ）は、日本の男性声優。大阪府出身。マウスプロモーション所属。

## 略歴
子供の頃からアニメ、ゲームが好きで、一人っ子であったことから自分の部屋で一人漫画を読んだり、ゲームをしたりといった過ごし方をすることが多かったという。友人と約束があれば、外でサッカーをして遊んだり、友人の家に遊びに行ったりということもあった。しかし自分の部屋で遊ぶことのほうが多く、割とインドア派な幼少期であったと語る。
当時アニメは色々な作品が好きであったが、ちょうど食事時に放映しており覚えていたのはテレビアニメ『ドラゴンボール』であった。アニメではないが、『金曜ロードショー』、『ゴールデン洋画劇場』も家族で食卓を囲み観ていた。特にSFやファンタジーが好きで、『ネバーエンディング・ストーリー』『E.T.』、『グレムリン』なども観ていたと語る。
一方、アニメは好きだったが声優を意識して観たことはほとんどなかったと語る。中学生の頃、初めて職業としての声優を意識し、新聞の片隅に小さく「劇団員、声優募集」と書かれていた広告を見かけた。当時は、声優は「声を使って何かをする人」くらいのイメージしかなかったが、漠然と「楽しそう」だとは思いその広告に応募したりはしていた。その段階では、将来の仕事としてというわけではなく、漠然と「声を使ってキャラクターに何か吹き込むの楽しそう！」ぐらいの感覚であったと語る。
高校がエスカレーター式だったが、進路を決める時期に差し掛かり、大学に行ってどこかに就職するのか、実家の家業を継ぐのか、という二つの道を考えたものの、「面白くないなというか、自分はそれで大丈夫かな」とあまりしっくり来なかった。その時に何かもっと面白いことができたらと「エンターテイメントの世界はどうなんだろう」と考えていた。しかしパソコン、プログラミングといった絵、文章を書くということを自分でできる気がしなかっため、その身ひとつでできる役者の道がいいかなと思い、声優を目指した。
2005年、アミューズメントメディア総合学院声優学科卒業。オフィス薫付属声優養成所第14期卒業。2006年に声優デビュー。2010年6月、『スターにアイ・ラブ・ユー』のクリストファー役で初主演。2012年6月までオフィス薫（ジュニア）に所属していた。フリー期間を経て、2013年2月1日よりマウスプロモーションに所属。
2015年10月、『機動戦士ガンダム 鉄血のオルフェンズ』の三日月・オーガス役でアニメ初主演を果たした。

## 人物
実家は喫茶店。両親とも働いている家庭で、学校から帰ってくる時間には父も母も仕事であったという。いつも『週刊少年ジャンプ』、『週刊少年サンデー』、『週刊少年マガジン』が置いてありそれを読んでいたため、「影響を受けたことは多いのかな」と語る。1階が喫茶店で、2階が部屋兼住居スペースになっていたため、喫茶店の営業が終えると、喫茶店のフロアで夕飯を食べて、その後皆で2階に上がり、親子3人で川の字で寝るような生活であった。当時は町工場が多いエリアである東大阪市に住んでいた。モーニングの営業もしていたため朝が早く、朝起きて喫茶店フロアに行っていたところ、作業着を着たおじさんが「お、今起きてきたのか」とコーヒーとトースト食べながら話しかけてくれる、といった光景であった。客は顔見知りばかりで、小さい頃から知ってくれていた客が多かったという。
高校時代には、スーパーでレジや品出しのアルバイトをしていたが、専門学校時代は友人と遊ぶためのお金も必要で、授業が夕方ということもあり、昼間はアルバイトをしていた。当時、専門学校で同じクラスの仲の良かった友人がサーティワンアイスクリームでアルバイトをしており、その話を聞いているうちに、「自分も働いてみたい」と思い、紹介されて同じ店で働いていた。他にはゲームセンターの店員などもしていたが、結局サーティワンが一番長く続いたと語る。
声質は『3月のライオン』原作者の羽海野チカから「輝く闇のような声」と評される。
方言は大阪弁。趣味・特技はダンス、カラオケ、ゲーム。
憧れの声優には石田彰を挙げている。なお、石田とは韓国ドラマ『ヒーロー』の吹き替えなどで共演を果たしている。

## 出演
太字はメインキャラクター。

### テレビアニメ
2006年
- あたしンち（客D）
- エンジェル・ハート（子供達）
- Kanon（観客）
- ドラえもん（テレビ朝日版第2期）（通行人）

2009年
- 咲-Saki-（審判）

2010年
- あそびにいくヨ!（リポーター）
- サザエさん
- NARUTO -ナルト- 疾風伝（2010年 - 2017年、うちはカガミ、ザジ、シュウ、千手扉間〈少年期〉、うちはシスイ〈少年期〉、ミコシ、謎の少年 / ガスカ 他）
- 薄桜鬼（会津藩士）

2011年
- いつか天魔の黒ウサギ（生徒）
- 銀魂'（オタクA）
- GOSICK -ゴシック-（イタリア人の少年、少年兵）
- デッドマン・ワンダーランド（又吉）
- BLOOD-C（男子生徒）
- べるぜバブ（2011年 - 2012年、黒木光星、審判、蓮井、ケツァルコアトル）

2012年
- アクセル・ワールド（アバターC）
- Another（中尾順太）
- 妖狐×僕SS（男子2）
- ファイ・ブレイン 神のパズル 第2シリーズ（男）
- 蒼い世界の中心で（ミョムト）

2013年
- イナズマイレブンGO ギャラクシー（カゼルマ・ウォーグ）
- 宇宙戦艦ヤマト2199（吉田充）
- 神さまのいない日曜日（ハーディー、生徒、クエスティン）
- きんいろモザイク（2013年 - 2015年、男子生徒、教師B） - 2シリーズ
- ゴールデンタイム（2013年 - 2014年、男子学生、一哉）
- サムライフラメンコ（2013年 - 2014年、男性C、オペレーター）
- ステラ女学院高等科C3部（敵C）
- ストライク・ザ・ブラッド（運転手、キャスター）
- ダイヤのA（2013年 - 2016年、、日所好己、鳴島中学たち、関直道 他） - 2シリーズ
- 凪のあすから（2013年 - 2014年、江川岳）
- リトルバスターズ! 〜Refrain〜（生徒D）

2014年
- アイカツ!（2014年 - 2015年、ファン、AD、長澤利夫、警備員、審査員） - 3シリーズ
- アルドノア・ゼロ（2014年 - 2015年、祭陽希咲） - 2シリーズ / 2025年に総集編『アルドノア・ゼロ（Re+）』劇場上映
- 失われた未来を求めて（吉田）
- 月刊少女野崎くん（男子生徒）
- PSYCHO-PASS サイコパス 2（大津）
- 精霊使いの剣舞（観客）
- 世界征服〜謀略のズヴィズダー〜（兄ちゃん、都軍兵B）
- ノーゲーム・ノーライフ（民衆）
- ノブナガ・ザ・フール（ドンレミ村の子A）
- ノラガミ（生徒D）
- ハイキュー!!（2014年 - 2020年、矢巾秀、北川第一部員A、他校生徒、他校バレー部） - 3シリーズ
- ブラック・ブレット（自衛官）

2015年
- アルスラーン戦記（アシム）
- 俺物語!!（3組男子A）
- 終わりのセラフ（吸血鬼）
- 学戦都市アスタリスク（男子生徒B、リチャード・シアラー）
- 機動戦士ガンダム 鉄血のオルフェンズ（2015年 - 2017年、三日月・オーガス） - 2シリーズ
- GATE 自衛隊 彼の地にて、斯く戦えり（2015年 - 2016年、青年、ニコラ、隊員、店員、セイバー、ロジャー、瑞原誠） - 2シリーズ
- 下ネタという概念が存在しない退屈な世界（若者B、善導課職員B、風紀委員B、群れた布地の男、男A、オペレーター）
- Charlotte（七野）
- 食戟のソーマ（2015年 - 2020年、佐藤昭二、男子学生B、男子生徒E） - 6シリーズ
- ジョジョの奇妙な冒険 スターダストクルセイダース（マンガ家、タツヒコの人形）
- デュラララ!!×2 転（ヘブンスレイブ）
- To LOVEる -とらぶる- ダークネス 2nd（海賊C）
- ハッカドール THE あにめ〜しょん（演出、ユート）
- 響け!ユーフォニアム（吹奏楽部員）
- 山田くんと7人の魔女（うららのファンB）
- 落第騎士の英雄譚（生徒、警備員）
- 六花の勇者（兵士A）

2016年
- アクティヴレイド -機動強襲室第八係- 2nd（鳥越宗助、名和大河）
- ALL OUT!!（2016年 - 2017年、安達原昭太）
- ゴッドイーター（係員）
- 斉木楠雄のΨ難（2016年 - 2018年、谷原健二、田代） - 2シリーズ
- 3月のライオン（2016年 - 2018年、桐山零） - 2シリーズ
- ジョジョの奇妙な冒険 ダイヤモンドは砕けない（宮本輝之輔）
- 一人之下 the outcast（2016年 - 2018年、風星潼） - 2シリーズ
- ブブキ・ブランキ（マクシム・アルセーニエヴィチ・バラキレフ） - 2シリーズ
- プリンス・オブ・ストライド オルタナティブ（嶋葵、鮫島改）
- 文豪ストレイドッグス（ジョン・S）
- 名探偵コナン（2016年 - 2021年、救急隊員、東野巡査）
- ラクエンロジック（フェリオ）

2017年
- AKIBA'S TRIP -THE ANIMATION-（昌平）
- 幼女戦記（ヨハン）
- カブキブ!（蛯原仁）
- アトム ザ・ビギニング（伴俊作）
- サクラダリセット（チルチル）
- DIVE!!（平山二郎）
- 時間の支配者（ビル・レイダン）
- アイドルマスター SideM（山村賢） - 1シリーズ + 特別編

2018年
- ヒナまつり（サブ）
- BORUTO-ボルト- -NARUTO NEXT GENERATIONS-（2018年 - 2023年、ユルイ、ユリト）
- 覇穹 封神演義（太上老君）
- 奴隷区 The Animation（板橋ゲッコウ）
- メジャーセカンド（虹ヶ丘ビートルズ 玉城）
- 中間管理録トネガワ（萩尾純一、萩尾幸一）
- ISLAND（枢都守春）
- 人外さんの嫁（火鞍川曽良）
- 狐狸之声（フーリ）
- あかねさす少女（千波トモヤ）
- アイドルマスター SideM 理由あってMini!（山村賢）
- 風が強く吹いている（2018年 - 2019年、榊浩介）
- フューチャーカード 神バディファイト（帯刀カズマ）
- やがて君になる（ヒロくん）
- CONCEPTION（セイヤ）
- 転生したらスライムだった件（2018年 - 2019年、ゲルミュッド）
- メルクストーリア -無気力少年と瓶の中の少女-（ルピエ）

2019年
- ぼくたちは勉強ができない（小林陽真） - 2シリーズ
- 群青のマグメル（因又）
- なむあみだ仏っ!-蓮台 UTENA-（不動明王）
- 超可動ガール1/6（冠成次郎）
- イナズマイレブン オリオンの刻印（ユーリー・ロディナ）
- ダンジョンに出会いを求めるのは間違っているだろうか（2019年 - 2025年、イブリ・アチャー） - 2シリーズ
- 炎炎ノ消防隊（2019年 - 2025年、トオル岸理） - 3シリーズ
- フルーツバスケット（2019年 - 2021年、草摩利津） - 3シリーズ
- Dr.STONE（2019年 - 2025年、あさぎりゲン） - 6シリーズ + 特別編
- 鬼滅の刃（2019年 - 2024年、時透無一郎、時透有一郎） - 4シリーズ
- 慎重勇者〜この勇者が俺TUEEEくせに慎重すぎる〜（マッシュ）
- アフリカのサラリーマン（ミツオシエ）
- 星合の空（三輪一海）

2020年
- number24（柚木夏紗、みかん）
- 推しが武道館いってくれたら死ぬ（益田）
- とある科学の超電磁砲T（削板軍覇）
- 異種族レビュアーズ（ナルガミ）
- あひるの空（長谷部）
- かくしごと（阿藤勇馬）
- かぐや様は告らせたい?〜天才たちの恋愛頭脳戦〜（荻野コウ）
- Re:ゼロから始める異世界生活（2020年 - 2025年、ライ / ロイ） - 3シリーズ
- シャドウバース（2020年 - 2024年、蛇神コウ） - 2シリーズ
- クレヨンしんちゃん（保利宛郎）
- キングスレイド 意志を継ぐものたち（2020年 - 2021年、ロイ）
- 魔法科高校の劣等生 来訪者編（レイモンド・S・クラーク）
- 魔女の旅々（チャラ）
- 体操ザムライ（岡町博）

2021年
- ログ・ホライズン 円卓崩壊（トウリ）
- 無職転生 〜異世界行ったら本気だす〜（光輝のアルマンフィ）
- 擾乱 THE PRINCESS OF SNOW AND BLOOD（鴉森健）
- ひげを剃る。そして女子高生を拾う。（遠藤）
- 東京リベンジャーズ（2021年 - 2023年、河田ナホヤ〈スマイリー〉、河田ソウヤ〈アングリー〉） - 3シリーズ
- SCARLET NEXUS（シデン・リッター）
- ヴァニタスの手記（2021年 - 2022年、ローラン） - 2シリーズ
- マブラヴ オルタネイティヴ（草野哲也）
- ブルーピリオド（橋田悠）

2022年
- 天才王子の赤字国家再生術（マンフレッド・アースワルド）
- オリエント（島津春久） - 2シリーズ
- 遊☆戯☆王ゴーラッシュ!!（2022年 - 2025年、合羽井テル）
- 骸骨騎士様、只今異世界へお出掛け中（セクト）
- 盾の勇者の成り上がり（エスノバルト）
- ふしぎ駄菓子屋 銭天堂（2022年 - 2024年、こま）
- 森のくまさん、冬眠中。（コウ）
- オーバーロードIV（クアイエッセ・ハゼイア・クインティア）
- モブサイコ100 III（竹中〈2代目〉）
- チェンソーマン（黒瀬）

2023年
- 久保さんは僕を許さない（白石純太）
- クールドジ男子（灰原）
- ノケモノたちの夜（三ッ目の悪魔）
- ブルーロック（2023年 - 2024年、乙夜影汰） - 2シリーズ
- 事情を知らない転校生がグイグイくる。（日野大地）
- マッシュル-MASHLE-（アンサー・シンリ）
- 魔王学院の不適合者 II 〜史上最強の魔王の始祖、転生して子孫たちの学校へ通う〜（ニヒド）
- オーバーテイク!（春永早月）
- 『ヒプノシスマイク-Division Rap Battle-』Rhyme Anima +（躑躅森盧笙）
- ミギとダリ（一条瑛二、フィデリテ）
- キャプテン翼シーズン2 ジュニアユース編（2023年 - 2024年、エル・シド・ピエール）
- 七つの大罪 黙示録の四騎士（エドリン）

2024年
- 休日のわるものさん（新社会人くん）
- WIND BREAKER（2024年 - 2025年、柘浦大河） - 2シリーズ
- 怪獣8号（2024年 - 2025年、保科宗四郎） - 2シリーズ
- 烏は主を選ばない（敦房）
- 忘却バッテリー（桐島秋斗）
- 神之塔 -Tower of God-（プリンス） - 2シリーズ
- 杖と剣のウィストリア（イグノール・リンドール）
- 異世界失格（キョータロー）
- ダンジョンの中のひと（キスカ）
- シンカリオン チェンジ ザ ワールド（メガネ山）
- アクロトリップ（マシロウ / 眞嶋真摯郎）
- アオのハコ（2024年 - 2025年、岸祥一郎）
- 青のミブロ（2024年 - 2025年、山南敬助）

2025年
- サラリーマンが異世界に行ったら四天王になった話（ヴァイパー）
- 九龍ジェネリックロマンス（ユウロン）
- まったく最近の探偵ときたら（根津太郎）

### 劇場アニメ
2010年代
- 劇場版 NARUTO -ナルト- ブラッド・プリズン（2011年、無垢〈少年〉）
- 劇場版 魔法少女まどか☆マギカ[新編] 叛逆の物語（2013年、男子生徒）
- 劇場版 アイカツ!（2014年）
- BORUTO -NARUTO THE MOVIE-（2015年、ユルイ）
- 心が叫びたがってるんだ。（2015年、山路一春）
- モンスターストライク THE MOVIE はじまりの場所へ（2016年、影月明）
- ニンジャバットマン（2018年、レッドロビン）
- モンスターストライク THE MOVIE ソラノカナタ（2018年、影月明）

2020年代
- ジョゼと虎と魚たち（2020年、諭吉）
- プリンセス・プリンシパル Crown Handler 第2章（2021年、ビリー）
- アイの歌声を聴かせて（2021年、石黒）
- ブルーサーマル（2022年、羽鳥楓）
- デッドデッドデーモンズデデデデデストラクション（2024年、三浦太郎） - 前後章
- ブルーロック あでぃしょなる・たいむ!（2024年、乙夜影汰）
- ゼーガペインSTA（2024年、ハル・ヴェルト）
- 劇場版 鬼滅の刃 無限城編 第一章 猗窩座再来（2025年、時透無一郎）
- 機動戦士ガンダム 鉄血のオルフェンズ 10周年記念新作短編「幕間の楔」（2025年、三日月・オーガス）
- KILLTUBE（時期未発表、菊千代）

### OVA
2010年代
- ダイヤのA（2014年、馬場） - コミックス第44巻DVD付き限定版
- 食戟のソーマ タクミの下町合戦（2016年、佐藤昭二） - コミックス第18巻DVD付き限定版
- To LOVEる -とらぶる- ダークネス（2016年、ギド・ルシオン・デビルーク） - コミックス第16巻限定版に付属
- 宇宙戦艦ヤマト2202 愛の戦士たち（2017年、吉田充）
- コミックアニメ Splatoon（2018年、アーミー）

2020年代
- ぼくたちは勉強ができない（2020年、小林陽真）- コミックス第16巻アニメBD同梱版

### Webアニメ
2010年代
- モンスターストライク（2015年、影月明）
- ホイッスル!（ボイスリメイク版）（2016年、田中衛）
- ゾンミちゃん（2016年、ダイくん）
- マウスどうぶつえん（2016年、クロヒョウのけんご）
- キスまで、あと1秒。（2018年、仁木依弦）
- 7SEEDS（2019年 - 2020年、茂） - 2シリーズ

2020年代
- マウスどうぶつえん名作劇場（2020年、クロヒョウのけんご）
- ヤキトリ（2023年、エルランドマルトネン）

### ゲーム
2009年
- ヒイロノカケラ 新玉依姫伝承（宗像）

2011年
- 出撃!! 乙女たちの戦場2〜天翔ける衝撃の絆〜（ブラム）

2012年
- LORD OF SORCERY（フィン）

2014年
- 境界の黒翼 アサルトレイヴン（イチカワ・マサト）
- 白猫プロジェクト（ハヤト・カミシロ、ルグノス)
- ハイキュー!! 繋げ!頂の景色!!（矢巾秀）
- PSYCHOBREAK（レスリー・ウィザース）
- マブラヴ オルタネイティヴ トータル・イクリプス（石見尚成） - PC版
- ランダムセレクション（トオル）

2015年
- Far Cry 4（レジー）
- アウトディビジョン -刑徒隷僕区-（終不死）
- 機動戦士ガンダム エクストリームバーサス（2015年 - 2020年、三日月・オーガス） - 2作品
- クイズRPG 魔法使いと黒猫のウィズ（スオウ・カグツチ）
- 創作アリスと王子さま!（真壁直弘、羽柴於兎彦）
- DYNAMIC CHORD feat.Liar-S（槇慎也）
- ファイアーエムブレムif（ジークベルト）
- プリンス・オブ・ストライド（嶋葵、鮫島改）
- 夢王国と眠れる100人の王子様（ルグランジュ）

2016年
- ISLAND（枢都守春）
- Shadowverse（ロビンフッド、パレスフェンサー、ドラゴンライダーデビル、ギルティクーリエ）
- 赤い砂堕ちる月（胡白）
- アカシックリコード（ダルタニアン、ハムレット）
- 一血卍傑-ONLINE-（ネンアミジオン）
- グリムノーツ（クロヴィス）
- 三国志ものがたり（荀彧）
- 白猫テニス（イオリ、スタミン）
- 星界神話 -ASTRAL TALE-（星霊・ルーク）
- ドラゴンクエスト モンスターバトルスキャナー（ライル）
- ドラゴンジェネシス-聖戦の絆-（鬼神将)
- ドラゴンネスト（アルコ）
- なむあみだ仏っ!（不動明王）
- ファンタジーウォータクティクス（クライン）
- Blackish House sideA→（千羽駆）
- ペルソナ5
- 猛獣たちとお姫様（ムローク）
- モンスターハンター エクスプロア（イーサン）

2017年
- 少女とドラゴン -幻獣契約クリプトラクト-（フィーロ）
- 陰陽師（シシオ）
- 結ひの忍（鴨空揚）
- 茜さすセカイでキミと詠う（藤原道長）
- パラノーマル・キス -Paranormal Kiss-（吉良蒼梧、二階堂晶良、如月鏡矢、琉歌）
- ガンダムバーサス（三日月・オーガス）
- アイドルマスター SideM LIVE ON ST@GE!（山村賢）
- 猛獣たちとお姫様 〜in blossom〜（ムローク）
- Panipani-パラレルニクスパンドラナイト（夏目蓮）
- ジョジョの奇妙な冒険 ダイヤモンドレコーズ（宮本輝之輔）
- 真・女神転生 DEEP STRANGE JOURNEY（ウルフ）
- ファイアーエムブレム ヒーローズ（2017年 - 2023年、ジークベルト、ツィリル）
- 追放選挙（忍頂寺一政）
- CLOSERS（ウルフギャング＝シュナイダー）
- 三国志大戦

2018年
- Fallen Legion（グリモア）
- CARAVAN STORIES（ガンド）
- あなたの四騎姫教導譚（主人公〈男性〉 他）
- キングスレイド（ロイ）
- 暁のエピカ -Union Brave-（ルーク）
- 刀剣乱舞 ONLINE（2018年 - 2024年、南泉一文字）
- 天涯ニ舞ウ、粋ナ花（弥島俊介）
- 刻のイシュタリア（マティス、クラウス）
- 超回転 寿司ストライカー The Way of Sushido（コジロー）
- 世界樹の迷宮X（マルコ）
- ブレイドスマッシュ（カズマ）
- 機動戦士ガンダム エクストリームバーサス2（2018年 - 2025年、三日月・オーガス） - 4作品
- Ast Memoria -アストメモリア-（エルモ・ノーノ）
- 夢間集（氷雨）
- ドラゴンクエストビルダーズ2 破壊神シドーとからっぽの島（男主人公）

2019年
- ウィザーズ シンフォニー（アルト・トラヴァース）
- ヴァリアントフォース（ケイン・レーンホールト）
- アナザーエデン 時空を超える猫（デュナリス）
- Fate/Grand Order（2019年 - 2024年、スカンジナビア・ペペロンチーノ、太歳星君〈青年〉、宮本伊織）
- ファイアーエムブレム 風花雪月（ツィリル）
- スーパーロボット大戦DD（2019年 - 2023年、三日月・オーガス）
- デモンエクスマキナ（ノーツ）
- ペルソナ5 ザ・ロイヤル
- SDガンダム GGENERATION（2019年 - 2025年、三日月・オーガス、マイキャラクターボイス〈男性01〉） - 2作品
- 剣が刻（飯綱）
- 永遠の七日（イザック）
- ヒーロー'sパーク（黄乃ゆうき）
- ブラックスター -Theater Starless-（夜光）
- SEVEN's CODE（ニレ）

2020年
- アークナイツ（2020年 - 2023年、アドナキエル、ノイルホーン）
- THE KING OF FIGHTERS for GIRLS（椎拳崇）
- ドラゴンクエストライバルズ（ビルド）
- ジョジョのピタパタポップ（エニグマの少年）
- 社長、バトルの時間です!（ジョゼフ・ルールー）
- キャプテン翼 RISE OF NEW CHAMPIONS（エル・シド・ピエール）
- グランブルーファンタジー（2020年 - 2023年、ベンヴォーリオ、ガランサラス）
- ビルシャナ戦姫 〜源平飛花夢想〜（平教経）
- ロストアーク（ジンジャーウェール）
- ヒプノシスマイク -Alternative Rap Battle-（2020年 - 2023年、躑躅森盧笙）
- 真・女神転生III NOCTURNE HD REMASTER
- とある魔術の禁書目録 幻想収束（削板軍覇）
- シャドウバース チャンピオンズバトル（蛇神コウ）
- 星空鉄道とシロの旅（タカセ）

2021年
- アイドルマスター ポップリンクス（2021年 - 2022年、山村賢）
- 共闘ことばRPG コトダマン（2021年 - 2023年、時透無一郎、河田ナホヤ）
- LoverPretend（真木野春三）
- 白夜極光（クマ）
- SCARLET NEXUS（シデン・リッター）
- モンスターストライク（2021年 - 2024年、あさぎりゲン、三日月・オーガス、時透無一郎、保科宗四郎）
- 鬼滅の刃 ヒノカミ血風譚（時透無一郎）
- アイドルマスター SideM GROWING STARS（2021年 - 2023年、山村賢）
- 真・女神転生V
- スーパーロボット大戦30（三日月・オーガス） - DLC追加キャラクター

2022年
- フェアリースフィア（アカギツネ）
- 夢職人と忘れじの黒い妖精（タマユラ）
- 機動戦士ガンダム アーセナルベース（三日月・オーガス）
- ソフィーのアトリエ2 〜不思議な夢の錬金術士〜（ディーボルト・レーヴェレンツ）
- ファイアーエムブレム無双 風花雪月（ツィリル）
- SDガンダム バトルアライアンス（三日月・オーガス）
- ソウルハッカーズ2（ホズミ）
- ジョジョの奇妙な冒険 オールスターバトルR（宮本輝之輔）
- ハーヴェステラ（アジール）
- 機動戦士ガンダム 鉄血のオルフェンズG（2022年 - 2023年、三日月・オーガス）
- 熱血硬派くにおくん外伝 リバーシティガールズ2（リュウイチ）
- 東京リベンジャーズ ぱずりべ！全国制覇への道（河田ナホヤ）

2023年
- パズル&ドラゴンズ（三日月・オーガス）
- Fate/Samurai Remnant（2023年 - 2024年、宮本伊織）
- 崩壊:スターレイル（アベンチュリン）
- タワーオブスカイ（ダルバーン）

2024年
- アナザーコード リコレクション：2つの記憶 / 記憶の扉（ライアン・グレイ）
- 制服カノジョ（伊規須真守）
- ユニコーンオーバーロード（ギャメル）
- コードギアス 反逆のルルーシュ ロストストーリーズ（2024年 - 2025年、レオンハルト・シュタイナー）
- ブレイクマイケース（樋宮明星）
- ライドカメンズ（神威為士 / 仮面ライダー神威）
- リバースブルー×リバースエンド（鉉覇）
- 遊戯王 デュエルリンクス（合羽井テル）

2025年
- 制服カノジョ2（伊規須真守）
- 龍の国 ルーンファクトリー（ツイラン）
- 鬼滅の刃 ヒノカミ血風譚2（時透無一郎）
- 虹彩都市（青年）

時期未定
- アッシュエコーズ（昊蒼）

### ドラマCD
- 日々蝶々（2014年、男子生徒） - 『マーガレット』2014年24号・2015年1号付録
- 猫と私の金曜日（2015年、舞堂奏） - 単行本第8巻ドラマCD同梱版[193]
- 「機動戦士ガンダム 鉄血のオルフェンズ」EPISODE DRAMA（2017年、三日月・オーガス[194]）
- 大奥「有功&家光」編（2017年、玉栄[195]） - 単行本第15巻ドラマCD付き特装版
- おしおきエクスキュート（2017年、清水健太[196]） - 単行本第2巻購入特典
- 問題児シリーズオーディオドラマ「トラブル・ファイル」（2018年、蛟劉） - 小説『ラストエンブリオ』第5巻特典オーディオドラマ[197]
- ファイアーエムブレム Echoes もうひとりの英雄王 異国の空 黎明の森（2018年、ユーリ[198]）
- ヒプノシスマイク-Division Rap Battle-（2019年 - 、躑躅森 盧笙）
- ディア♥ヴォーカリスト（AMA〈アマ〉[199]）

### BLCD
2013年
- 花降楼シリーズ 10 臈たし甘き蜜の形代 （新造）

2014年
- チョコストロベリーバニラ（男子）

2015年
- 妓楼の軍人（シン）

2016年
- 私とあなたの幼馴染の関係（高校生）
- 木嶋くんのキケンな学園祭 （木嶋昴）
  - 木嶋くんのドキドキお泊まり

- 私立オメガ学園 戸惑いの下僕編　（槙野佑太朗）
- できちゃった男子 波留日のカレシ編（男子）
- さよなら恋人 またきて友だち（ツル）

2017年
- 先生なんて嫌いです。（橘叶太郎）
- ネコにはいぬを（根古陽平）
- おやすみなさい、また明日 （仁良）
- 家族になろうよ（2017年 - 2022年、シゲ）
  - いつか恋になるまで（神田）
  - 明けても暮れても -続 いつか恋になるまで-（シゲ）

- 彼らの恋の行方をただひたすらに見守るCD「男子高校生、はじめての」シリーズ（2017年 - 2020年、月ヶ瀬藍）
  - 第7弾〜同級生とやりたい100の願望〜
  - Summer vacation 2018
  - 3rd. after Disc〜Dear〜
  - オールコンビネーションCD Vol.3

- ジャッカス！（克巳）
- お前の前で泣くもんか（森田）
- 年上彼氏に迫られてます。（小林勇人） - エメラルド 冬の号 18年付録

2018年
- ヤンデレ天国BL 真誠学園教育実習生編 （小埜瀬由宇）
- 前線基地から愛を込めて 前編・後編（ルイ）
- カーストヘヴン 2（2018年、大須賀ゆかり）
- 秘密の恋人 （山吹千草）
- 手中に落としていいですか　（2018年 - 2020年、新田）
  - 手中に落としていいですか2

- スクラッチブルー （修也）

2019年
- 腐男クンのシトラスデイズ（甲田康哉）
- 愛は金なり（2019年 - 2021年、メギド）
  - 愛は金なり II

- 嫌いじゃないけど人間てコワイ!!（臼井譲）

2020年
- 極道はめがねっコがご褒美（間山聡）
- 俺は頼り方がわかりません（福）
  - 俺は頼り方がわかりません 3巻限定CD付

2021年
- 森のくまさん、冬眠中。（コウ）※ドラマCD付特装版
- 不屈のゾノ（ゾノ）
- イキガミとドナー（2021年 - 2024年、柴田）
  - イキガミとドナー 二人のイキガミ（柴田）

2022年
- プラチナ・ブラッド（ジル）
- 夜明けの唄（2022年 - 2024年、エルヴァ）
  - 夜明けの唄2
  - 夜明けの唄3

- 鬼上司・獄寺さんは暴かれたい。2（可児雅）

2023年
- ちょっと待とうよ、春虎くん（2023年－2024年、岸田粋）
  - ちょっと待とうよ、春虎くん　※月刊ディアプラス24年02月号付録

### 吹き替え

#### 担当俳優
スターリング・ナイト
- サニー with チャンス（2009年、チャド・ディラン・クーパー）
- スターにアイ・ラブ・ユー（2010年、クリストファー・ワイルド）
- めっちゃ ソー・ランダム（2011年、チャド・ディラン・クーパー）

ルーカス・ヘッジズ
- ゼロの未来（2015年、ボブ）
- マンチェスター・バイ・ザ・シー（2017年、パトリック・チャンドラー）
- ある少年の告白（2019年、ジャレッド・イーモンズ）

#### 映画
2008年
- ジェニ・ジュノ

2009年
- ステップ・アップ2:ザ・ストリート（モンスター〈ルイス・ロサド〉）
- ハリー・ポッターと謎のプリンス（ブレーズ・ザビニ〈ルイス・コーダイル〉）

2011年
- 悪魔を見た
- ハリー・ポッターと死の秘宝 PART2（ブレーズ・ザビニ〈ルイス・コーダイル〉）

2013年
- 華麗なるギャツビー（パーティ男1）
- ウォーキングwithダイナソー（リッキー）

2014年
- イントゥ・ザ・ストーム（トレイ〈ネイサン・クレス〉）
- 猿の惑星: 新世紀（アレキサンダー〈コディ・スミット＝マクフィー〉）
- グレース・オブ・モナコ 公妃の切り札
- 西遊記〜はじまりのはじまり〜（ラオサン）

2015年
- オキュラス/怨霊鏡（ティム・ラッセル〈ブレントン・スウェイツ〉）
- パレードへようこそ（ジョー・コッパー〈ジョージ・マッケイ））
- ラン・オールナイト
- メイズ・ランナー
- やさしい本泥棒（ルディ・シュタイナー）
- エクストラ テレストリアル（セス〈ジェシー・モス〉）
- スティーブン・キング 血の儀式（バディ〈ジョエル・コートニー〉）
- ボーイ・ソプラノ ただひとつの歌声（デヴォン〈ジョー・ウェスト〉）
- ピエロがお前を嘲笑う（ベンヤミン〈トム・シリング〉）
- 技術者たち（ジヒョク〈キム・ウビン〉）

2016年
- イット・フォローズ（ポール〈キーア・ギルクリスト〉）
- 白鯨との闘い（トーマス・ニカーソン〈トム・ホランド〉）
- 見えない目撃者（リン・チョン〈ルハン〉）
- バッド・ブロマンス（ザック・ランズマン〈ラッセル・ポスナー〉）
- ゲット!マイライフ（ビリー・ワイアット〈エモリー・コーエン〉）
- ワープ トゥ ヘル（エヴァン〈ローリー・キナストン〉）

2017年
- ぼくたちのチーム（ネッド〈フィオン・オシェイ〉）
- ブレイク・ビーターズ（ミヒェル〈セバスチャン・イェーガー〉）

2019年
- ホワイト・ボーイ・リック（リック・ウェルシュ〈リッチー・メリット〉）

#### ドラマ
2009年
- アーロン・ストーン（コナー）
- 善徳女王（ポンギ）
- ゴースト 〜天国からのささやき シーズン3（ブラッド）、シーズン4（フェニックス）

2010年
- チャームド 〜魔女3姉妹〜 シーズン7（フィネガン）
- CSI:科学捜査班 シーズン9（アレックス）
- コールドケース 迷宮事件簿 シーズン6（若いケヴィン）、シーズン7（レオン）
- ヒーロー

2011年
- グレイズ・アナトミー 恋の解剖学 シーズン7,9
- 刑事トム・ソーン 声なき目撃者
- ブラザーズ&シスターズ（ケヴィン・ウォーカー〈少年時代〉）
- ギルモア・ガールズ

2012年
- プライベート・プラクティス 迷えるオトナたち シーズン4（タイラー）
- ジャイアント（少年時代のイ・ガンモ）
- プリティ・リトル・ライアーズ（マイク・モンゴメリー〈コディ・クリスチャン〉）
- メンタリスト シーズン3 #4
- ボディ・オブ・プルーフ 死体の証言（マニー・サントス）
- リゾーリ&アイルズ ヒロインたちの捜査線 シーズン2 #5、シーズン5 #6
- ペク・ドンス
- PERSON of INTEREST 犯罪予知ユニット シーズン1,3
- 美男〈イケメン〉バンド 〜キミに届けるピュアビート〜（イ・ヒョンス〈エル〉）

2013年
- 宿敵 因縁のハットフィールド&マッコイ（コットントップ〈ノエル・フィッシャー〉）
- シンイ-信義-
- スーパーナチュラル シーズン7 #15
- 馬医
- TOUCH/タッチ シーズン2 #1
- ヤング・スーパーマン シーズン10（コナー・ケント）
- iCarly

2014年
- ロー&オーダー シーズン17,18
- 救命医ハンク セレブ診療ファイル シーズン5 #5,10
- HAWAII FIVE-0 シーズン4 #12、シーズン5 #23（ウィリー・ムーン）
- 奇皇后 〜ふたつの愛 涙の誓い〜（少年時代のワン・ユ〈アン・ドギュ〉）

2015年
- アンダーカバー・ボス 社長潜入調査 シーズン5 #13
- ストライクバック:極秘ミッション シーズン3,4
- ブロードチャーチ〜殺意の町〜 シーズン2（トム・ミラー〈アダム・ウィルソン〉）
- 超能力ファミリー サンダーマン シーズン2（ライオネル〈メジャー・カーダ〉）
- スクリーム（ノア〈ジョン・カルナ〉）

2016年
- ナイトシフト 真夜中の救命医 シーズン2
- アウトランダー シーズン2,3（ヤング・サイモン）
- エレメンタリー ホームズ&ワトソン in NY シーズン4（アーニー・ジェイコブズ）

2017年
- アメリカン・ゴッズ（テクニカル・ボーイ〈ブルース・ラングリー〉）

2018年
- このサイテーな世界の終わり（ジェームス〈アレックス・ロウザー〉）

2021年
- 王女ピョンガン 月が浮かぶ川（コ・ゴン〈イ・ジフン〉）

2024年
- テッド ザ・シリーズ（ジョン・ベネット〈マックス・バークホルダー〉）

#### アニメ
- 勇者ソー 〜アスガルドの伝説〜（2012年、ロキ）※ディズニーXD版
- 時光代理人 -LINK CLICK-（劉旻〈リウ・ミン〉）
- ストレッチ・アームストロング&フレックス・ファイターズ（2017年、ジェイク/ストレッチ）
- ストレッチ・アームストロング: チャーター・シティーを救え!（2018年、ジェイク/ストレッチ）
- プリンセス ユニキャット（2018年、マスター・フラウン）
- 百妖譜（2024年、柳公子[206]） - 2シリーズ[一覧 34]

### 特撮
- 爆上戦隊ブンブンジャー（2024年、ウェイウェイ・ヤルカーの声）[207]

### デジタルコミック
- あまあま（2016年、宮本祐司[208])
- Splatoon #2 アーミー（2018年、アーミー[209]）
- ゲーセン少女と異文化交流（2020年、草壁蓮司）
- こういうのがいい（2021年、村田元気[210]）
- まったく最近の探偵ときたら（2021年、根津[211]）
- Bad Tripper（2021年、ハイジ[212]）
- ギャルゲーマーに褒められたい（2022年、笹木雷斗[213]）
- Pain Killer（2022年、西田）[214]
- 恋と呼ぶには青すぎる（2022年、都[215]）
- オメガのおれの嘘つきくすり指（2023年、三浦陽太）[216]

### オーディオブック
- 戦場のコックたち（2016年、エドワード）
- 影踏み（2016年、真壁啓二）
- 億男（2017年、九十九）
- 虐殺器官（2018年、アレックス[217][218]）

### オーディオドラマ
- 憂鬱くんとサキュバスさん フルボイスムービー（2017年、ユウくん）
- 新刊ラジオ おしおきエクスキュート（2018年、清水健太）[219]
- アイドルマスター SideM「315 PASSION CONTENTS」『10th Anniversary Fes 〜サイコーのパッションで！〜』（2024年、山村賢）

### ラジオ
※はインターネット配信。
- 鉄華団放送局（2015年 - 2018年、ラジオ大阪・音泉※[220]）
- 祥生さんは山へ柴刈りへ、健吾さんは河へ洗濯に（2016年 - 2017年、RADIO TOMO※）
- 甘味処わらじ（2017年 - 、RADIO TOMO※[221]）
- 石川界人と河西健吾のサクラダリセット奉仕ラジオ（2017年、ラジオ大阪）
- 河西健吾の鉄仮面じゃないラジオ！（2018年、マンガPark※）[222]
- 河西健吾 天﨑滉平 天河一品（2019年 - 、CBCラジオ）[223]
- 声優NOTE（2020年、JFN系）

### ラジオCD
- 鉄華団放送局 Vol.1 - 10（2016年 - 2017年）

### テレビ番組
※はインターネット配信。
- 商品情報番組「なびめいと」（2014年-2015年、アニメイト池袋本店アニメイトスタジオ及びニコニコ生放送※）[224]
- アニメマシテ（2017年、テレビ東京）MC
- Rの法則（2017年、NHK Eテレ）イケメンボイス
- 木島隆一・河西健吾の好奇心研究所（2020年 - 、ニコニコ生放送※）

### ナレーション
- 健康優良商事リーマン・コンプレックスとは？（2015年）
- YUKI「さよならバイスタンダー」（2017年ン）[225]
- 米津玄師「orion」（桐山零ver）（2017年）[226]
- JR東日本「変革の歴史」篇（2017年 - 2018年）[227]
- 角川スニーカー文庫「最強出涸らし皇子の暗躍帝位争い」（2019年）[228]
- 僕が跳びはねる理由（2021年）[229]
- 令和版 虎の穴〜そこに飛び込む理由〜（2023年9月30日、日本テレビ）

### PV
- GANTZ:E コミックス第2巻発売記念PV（2021年、半兵衛[230]）
- 広報部の悪役令嬢ですが、無表情な王子が「君を手放したくない」と言い出しました PV（2022年、アイザック[231]）
- 聖母の断罪 1巻発売記念PV（2023年、岡谷望）[232]
- のあ先輩はともだち。1巻発売記念PV（2023年、大塚理人）[233]

### 朗読劇
- 声優朗読劇フォアレーゼン〜不器用な果実たち〜（2024年[234]）
- 朗読劇ファイナルファンタジーXI 夢幻のウタイビト（2025年[235]）
- 生演奏朗読劇桜桃探偵舎（2025年[236]）

### その他コンテンツ
- アンパンマンミュージアム
- 横浜見聞伝スター☆ジャン EPISODE:0 〜神速の彼方へ〜（2012年）
- ボイスアプリ「シチュエーションカレシ」あらかると（2015年、ヒューマノイド・03、励ましカレシ・新）
- ドライブエージェント パーソナル 〜しあわせを守るもの〜 PRアニメ（2017年、ヒロキ 役[237]）
- JAZZ-ON!（2019年 - 2022年、栢橋拓夢[238][239]）
- スパイ百貨店（2020年 - 2022年、黒川南雲〈ナグモ〉）
- VS AMBIVALENZ（2021年、ISSEI、MIO）
- パチスロ『ゼーガペイン2』（2022年、ハル・ヴェルト[240]）
- Hello!! LEOSTUDIO（2022年、大萩湊[241]）
- 星芥ショータイム（2023年、マツリ/雨宮祀）

## ディスコグラフィ

### キャラクターソング
| 発売日   | 商品名                                                                     | 歌 | 楽曲 | 備考                                                                     |
| 2015年   | 2015年                                                                     | 2015年 | 2015年 | 2015年                                                                   |
| -------- | -------------------------------------------------------------------------- | --- | --- | ------------------------------------------------------------------------ |
| 7月8日   | B地区戦隊SOX                                                               | SOX | 「B地区戦隊SOX」 | テレビアニメ『下ネタという概念が存在しない退屈な世界』オープニングテーマ |
| 2017年   |                                                                            | | |                                                                          |
| 5月17日  | お江戸-O・EDO-                                                             | カブキブロックス                                                                                             | 「お江戸-O・EDO-」 | テレビアニメ『カブキブ！』エンディングテーマ                             |
| 2018年   |                                                                            | | |                                                                          |
| 4月25日  | アイドルマスター SideM BD・DVD第5巻特典CD 315プロダクション社歌            | プロデューサー（石川界人）、山村賢（河西健吾） with 齋藤孝司（立木文彦）                                     | 「嗚呼、情熱に星は輝く 〜315プロダクション社歌〜」 | テレビアニメ『アイドルマスター SideM』関連曲                             |
| 2019年   |                                                                            | | |                                                                          |
| 10月30日 | あゝオオサカdreamin'night                                                  | どついたれ本舗                                                                                               | 「あゝオオサカdreamin'night」 | キャラクターCD『ヒプノシスマイク』関連曲                                 |
| 10月30日 | あゝオオサカdreamin'night                                                  | 躑躅森盧笙（河西健吾）                                                                                       | 「Own Stage」 | キャラクターCD『ヒプノシスマイク』関連曲                                 |
| 12月14日 | Dr.STONE オリジナルサウンドトラック2                                       | あさぎりゲン（河西健吾）                                                                                     | 「カンデンマンガン（Kung Dang Manganese）」 | テレビアニメ『Dr.STONE』挿入歌                                           |
| 2020年   |                                                                            | | |                                                                          |
| 2月21日  | JAZZ-ON! Sessions 星屑寄れば文殊の知恵                                     | 氷室奏斗（中島ヨシキ）、栢橋拓夢（河西健吾）                                                                 | 「Exodus from 東京エンダーメフィスト 星屑旅団JAZZアレンジバージョン」                                                                                          | キャラクターCD『JAZZ-ON!』関連曲                                         |
| 2月28日  | 君といるなら                                                               | 柚木夏紗（河西健吾）、真行寺清一郎（鈴木崚汰）                                                               | 「君といるなら」 | テレビアニメ『number24』エンディングテーマ                               |
| 2月28日  | COMICAL TRY!!                                                              | 柚木夏紗（河西健吾）、上丘伊吹（柳田淳一）                                                                   | 「COMICAL TRY!!」 | テレビアニメ『number24』エンディングテーマ                               |
| 2月28日  | Every Fight                                                                | 柚木夏紗（河西健吾）、都留靖也（小松昌平）                                                                   | 「Every Fight」 | テレビアニメ『number24』エンディングテーマ                               |
| 8月26日  | スパイ百貨店 Music&Drama CD Order#1                                        | 天野真宮（住谷哲栄）、常磐百合人（坂田将吾）、泉星（佐香智久）、猪狩雪緒（熊谷健太郎）、黒川南雲（河西健吾） | 「Truth or Lie」 | ドラマCD『スパイ百貨店』主題歌                                           |
| 9月2日   | ヒプノシスマイク-Division Rap Battle- Official Guide Book 初回限定版特典CD | Division All Stars                                                                                           | 「SUMMIT OF DIVISIONS」 | キャラクターCD『ヒプノシスマイク』関連曲                                 |
| 10月16日 | ヒプノシスマイク -Division Rap Battle- side D.H & B.A.T 第1巻限定版特典CD  | どついたれ本舗                                                                                               | 「なにわ☆パラダイ酒」 | 漫画『ヒプノシスマイク -Division Rap Battle- side D.H & B.A.T』関連曲    |
| 11月1日  | HYPSTER'S LIMITED                                                          | Division All Stars                                                                                           | 「ヒプノシスマイク -Division Rap Battle- +」 「ヒプノシスマイク -Division Battle Anthem- +」 「ヒプノシスマイク(D.R.B vs D.B.A)+ HYPSTER MASHUP by TeddyLoid」 | キャラクターCD『ヒプノシスマイク』関連曲                                 |
| 11月18日 | スパイ百貨店 Music&Drama CD Order#2                                        | マミヤ（住谷哲栄）、ユリト（坂田将吾）、ナグモ（河西健吾）、フウマ（竹田海渡）、カイト（八代拓）             | 「Release energy」 | ドラマCD『スパイ百貨店』主題歌                                           |
| 2021年   |                                                                            | | |                                                                          |
| 2月24日  | どついたれ本舗 VS Buster Bros!!!                                           | どついたれ本舗、Buster Bros!!!                                                                               | 「Joy for Struggle」 | キャラクターCD『ヒプノシスマイク』関連曲                                 |
| 2月24日  | どついたれ本舗 VS Buster Bros!!!                                           | どついたれ本舗                                                                                               | 「笑オオサカ！〜What a OSAKA!」 | キャラクターCD『ヒプノシスマイク』関連曲                                 |
| 4月23日  | ヒプノシスマイク -Glory or Dust-                                           | Division All Stars                                                                                           | 「ヒプノシスマイク -Glory or Dust-」 | キャラクターCD『ヒプノシスマイク』関連曲                                 |
| 6月18日  | Survival of the Illest +                                                   | Division All Stars                                                                                           | 「Survival of the Illest +」 | ゲーム『ヒプノシスマイク -Alternative Rap Battle-』オープニングテーマ    |
| 7月16日  | Hang out!                                                                  | Division All Stars                                                                                           | 「Hang out!」 | ゲーム『ヒプノシスマイク -Alternative Rap Battle-』主題歌                |
| 9月8日   | Buster Bros!!! VS 麻天狼 VS Fling Posse                                    | Division All Stars                                                                                           | 「Hoodstar +」 「2nd D.R.B NON-STOP DIVISION MIX」 | キャラクターCD『ヒプノシスマイク』関連曲                                 |

### その他参加楽曲
| 発売日         | 商品名                     | 歌                 | 楽曲                                 | 備考                                         |
| -------------- | -------------------------- | ------------------ | ------------------------------------ | -------------------------------------------- |
| 2017年10月27日 | DOUBLE DARE COVERS         | わらじ             | 「ロマンス」 「心の旅」              | ラジオ『甘味処わらじ』関連曲                 |
| 2019年12月20日 | ぎゅってしよ！ わらじ ver. | 河西健吾、寺島惇太 | 「ぎゅってしよ！」 「声はAmplifier」 | インターネットラジオ局「ラジ友」テーマソング |